# On m'appelle Alléluia
Série
Alléluia défie l'Ouest
(1972)
Pour plus de détails, voir Fiche technique et Distribution.
On m'appelle Alléluia (Testa t'ammazzo, croce... sei morto - Mi chiamano Alleluja) est un western spaghetti italien sorti en 1971, réalisé par Giuliano Carnimeo,.
Ce film a eu une suite : Alléluia défie l'Ouest (Il West ti va stretto, amico... è arrivato Alleluja), tournée l'année suivante,.

## Synopsis
Au Mexique, pendant le règne de l'empereur Maximilien, le pistolero Alléluia reçoit du général révolutionnaire Ramirez la mission de s'emparer d'un sac de joyaux que l'empereur envoie aux États-Unis en échange d'armes. Alléluia s'attache à cette mission avec la secrète intention de s'emparer des fameux joyeux à son propre profit. Il rencontre cependant beaucoup de concurrents : Krantz, un trafiquant d'armes, un soi-disant prince russe et une religieuse qui est en fait un agent secret des États-Unis. Les circonstances obligent Alléluia à s'allier avec le russe et la religieuse pour faire face à Krantz. Après une violente altercation, le russe et Alléluia se partagent équitablement les joyaux, tandis que la religieuse reçoit une décoration des États-Unis : elle a rempli sa mission, identifier les responsables du trafic d'armes et les arrêter.

## Fiche technique
- Titre français : On m'appelle Alléluia
- Titre original italien : Testa t'ammazzo, croce... sei morto - Mi chiamano Alleluja
- Genre : Western spaghetti
- Réalisateur : Giuliano Carnimeo(sous le pseudo d'Anthony Ascot)
- Scénario : Tito Carpi
- Production : Dario Sabatello pour Colosseo Artistica
- Photographie : Stelvio Massi
- Montage : Ornella Micheli
- Effets spéciaux : Gino Vagniluca
- Musique : Stelvio Cipriani
- Décors : Giacomo Calò Carducci
- Costumes : Luciano Sagoni
- Maquillage : Cesare Cambi, Giuseppe Capogrosso
- Durée : 94 minutes
- Format d'image : 2.35:1
- Pays de production :  Italie
- Distribution en Italie : Panta Cinematografica
- Dates de sortie : 
  - Italie : 8 avril 1971[4]
  - France : 12 avril 1973[5] (Paris)[4]

## Distribution
- George Hilton : Alléluia
- Charles Southwood : Alessio Vissarionovic Koprotkin, en réalité Alessio Ivanovic
- Agata Flori : la fausse religieuse
- Roberto Camardiel : général Emiliano Ramirez
- Paolo Gozlino : Fortune
- Andrea Bosic : Krantz
- Linda Sini : Gertrude
- Federico Boido (sous le pseudo de Rick Boyd) : Slocum
- Aldo Barberito : prêtre
- Franco Pesce (en) : Ebeneezer, le portier de l'auberge
- Ugo Adinolfi : Pablito
- Fortunato Arena : sherif
- Lino Coletta : Sentenza
- Claudio Ruffini : un homme de Krantz
- Paolo Magalotti : un homme de Krantz
- Gaetano Scala : Jack
- Goffredo Unger (comme Freddie Unger) : Slim
- Rocco Lerro : un pistolero